# Roberto Luiz Soares de Mello
Roberto Luiz Soares de Mello (Visconde do Rio Branco, 2 de julho de 1937) é um advogado e político brasileiro do estado de Minas Gerais.

Foi deputado estadual em Minas Gerais no período de 1982 até 1999 (da 9ª à 12ª legislatura

)